# Clásicas y Modernas
Clásicas y Modernas es una asociación española que trabaja por la igualdad de género creada en 2009. Se reclama heredera del legado feminista en la creación, arte y política de las mujeres de la generación del 27 y de la Segunda República Española y tiene entre sus objetivos impulsar el cumplimiento de la ley de igualdad de trato aprobada en España en 2007. Está formada por más de 200 creadoras. Creada en 2009 fue primeramente presidida por la escritora Laura Freixas. Desde enero de 2017 a mayo de 2021 fue presidida por Anna Caballé Masforroll, profesora de la Universidad de Barcelona, crítica literaria, ensayista y biógrafa, con Laura Freixas como Presidenta de Honor y las vicepresidentas Margarita Borja, Juana Serna y la profesora, poeta y filósofa María Fernanda Santiago Bolaños además de la filóloga Mercedes Bengoechea como Secretaria General. En mayo de 2021 pasó a ser presidida por Fátima Anllo Vento, investigadora cultural española experta en políticas culturales y una de las pioneras en la introducción de la gestión cultural en España, con Marina Gilabert como secretaria general y la especialista en intervención social con enfoque de género María Martín Barranco como vicesecretaria. Desde enero de 2023 preside la asociación Amparo Zacarés Pamblanco, catedrática, doctora en filosofía, escritora y crítica de arte, con Cristina Guirao Mirón, catedrática en filosofía, doctora en sociología y experta en estudios de género, como secretaria general y Marina Gilabert Aguilar, catedrática de Lengua y Literatura y Técnica Superior en Educación, como tesorera.

## Génesis y estructura interna
Creada en 2009 fue presidida por la escritora Laura Freixas que en enero de 2017 fue sustituida en la presidencia por Anna Caballé. y en 2021 por Fátima Anllo Vento. 
Son socias de honor Amelia Valcárcel, Carmen Alborch y Cristina Peri Rossi. En 2017, la asociación sumaba más de 200 personas asociadas, todas ellas vinculadas al mundo de la literatura, la universidad, las artes escénicas, el arte o la comunicación.
La actividad de la asociación se desarrolla a través de diversas comisiones (investigación, artes escénicas, comunicación, tertulias) integradas por socias y socios que analizan el panorama cultural y programan eventos para visibilizar el papel de la mujer y reflexionar sobre las asimetrías del protagonismo femenino con respecto al masculino en diversas disciplinas artísticas. Es el caso de El Debate Pendiente, cita anual desde 2010 que aglutina en torno a un eje temático una serie de conferencias, presentaciones y mesas redondas que se celebran en distintos puntos de la geografía española. Las tertulias son otro de los foros que celebra Clásicas y Modernas y que tienen como denominador común la exposición de una obra literaria a cargo de su autor/a. Otro de los eventos anuales más significativos, el ciclo de conferencias organizado en colaboración con CaixaForum bajo el título Ni ellas musas, ni ellos genios, celebró en 2017 su tercera edición tras el éxito de las dos primeras en Madrid y el debut de la cita zaragozana en 2016; reputadas escritoras, académicas y artistas abordan la invisibilidad de las parejas de célebres intelectuales (genios) que no solo han sido compañeras de vida y musas sino que han creado obra injustamente relegada u olvidada. 
La promoción de la igualdad de género en la cultura contempla la acción común con otras asociaciones nacionales afines tales como Mujeres en las Artes Visuales (MAV), la Asociación de Mujeres Cineastas y de Medios Audiovisuales (CIMA), Mujeres en la Música o la Asociación de Mujeres Investigadoras y Tecnólogas (AMIT). Una de las iniciativas más recientes que ha aglutinado la reivindicación conjunta de estas entidades ha sido el manifiesto No Sin Mujeres, lanzado en 2015 con el objetivo de implicar a los hombres en la lucha contra la escasísima presencia de la mujer en la escena cultural y mediática, pidiéndoles que rechazasen eventos (debate, tertulia, congreso, jurado...) de composición exclusivamente masculina, propuesta que contó con la adhesión de más de 1.300 personas. En el plano internacional, destacar el vínculo con la asociación francesa Mouvement H/F (Homme/Femme). 

## La igualdad a escena
La asociación ha desarrollado una hoja de ruta para que quienes producen teatro, danza o música se comprometan con la igualdad entre hombres y mujeres. A la misma se adhieren instituciones y organismos comprometiéndose en velar por los criterios de igualdad en la constitución de equipos, acceso a puestos de responsabilidad e igualdad salarial. De esta forma, Clásicas y Modernas trae a España una iniciativa creada en Francia por Mouvement H/F, que centró la protesta de la sociedad civil ante los alarmantes datos (2007-2009) de la falta de paridad en la cultura francesa.
Las Temporadas de Igualdad MH en las Artes Escénicas se vertebran en torno a grupos promotores (presentan el proyecto ante administraciones públicas y responsables de todo tipo de espacios escénicos) y a la Plataforma Temporadas MH (estructuras formadas por expertas/os que coordinan el proyecto). Los grupos promotores operan ya en 11 comunidades autónomas (Madrid, Cataluña, Comunidad Valenciana, Castilla y León, Castilla-La Mancha, Andalucía, País Vasco, Aragón, Galicia, Asturias y Murcia).
Ya han suscrito la carta entre otros el Centro Dramático Nacional, Centro Cultural Conde Duque, Festival Internacional de Teatro clásico de Almagro y Festival Iberoamericano de Teatro, entre otras entidades.

## Día de las Escritoras
En 2016 la asociación impulsa junto a la Biblioteca Nacional de España (BNE) y la Federación Española de Mujeres Directivas (FEDEPE) el Día de las Escritoras con el objetivo de hacer visible el trabajo de las mujeres en la literatura. Esta celebración tendrá carácter anual, llevándose a cabo el lunes siguiente a la festividad de Teresa de Jesús, que es el 15 de octubre. En 2016 se convoca el 17 de octubre, se homenajeará a un total de 31 escritoras de diversas épocas, desde el siglo XVI hasta nuestros días, nombres imprescindibles de las letras en castellano, catalán, euskera y gallego. Fragmentos de sus obras serán leídos en la sede madrileña de la BNE por personalidades de la sociedad y la cultura tales como Carmen Riera, Julia Navarro, Luis Alberto de Cuenca o Ernesto Caballero.